# Гусев, Владимир Витальевич
Владимир Витальевич Гусев (род. 24 ноября 1982, Новосибирск) — российский хоккеист, защитник; тренер.

## Биография
Отец играл в хоккей, тренировал детскую команду. По словам Гусева, осознанно он начал относиться к игре лет в 11—12. Воспитанник новосибирской «Сибири». В сезоне 1999/2000 играл за «Металлург-2» Новокузнецк в первой лиге, провёл один матч за «Металлург» в плей-офф. В сезоне 2000/01 играл за «Амур», «Амур-2», «Авангард-ВДВ», «Сибирь-2»; провёл два матча в плей-офф за «Сибирь».
На драфте НХЛ 2001 года был выбран в 4-м раунде под общим 115-м номером клубом «Чикаго Блэкхокс». Получил тяжёлую травму крестообразной связки, не играл в течение восьми месяцев. На средства «Чикаго» сделал операцию, полгода восстанавливался в США. Подписал двусторонний трёхлетний контракт. Провёл за это время 13 матчей за фарм-клуб «Норфолк Эдмиралс» а AHL, играл в ECHL за «Флоренс Прайд» (2003/04) и «Гринвилл Гррроул» (2004/05 — 2005/06).
В 2006 году перешёл в «Локомотив» Ярославль, но проведя семь матчей, подписал контракт с новокузнецким «Металлургом». Следующий сезон начал в «Сибири», затем вернулся в «Металлург». В 2008 году дебютировал в его составе в КХЛ. Получил серьёзную травму и с 2010 года играл в командах ВХЛ «Ермак» (2010/11, 2015/16), «Рубин» (2010/11 — 2012/13, 2013/14 — 2014/15, 2015/16 — 2016/17), Дизель (2013/14).
Серебряный призёр чемпионата мира среди юниоров 2000.
Главный тренер команды МХЛ «Тюменский легион» (13 декабря 2016 — 2019/20). Тренер (2021/22, до 13 октября; 2022/23) и главный тренер (2021/22, с 13 октября; с 2023/24) команды ВХЛ «Торос».